# Краплі Зеленіна
Краплі Зеленіна — лікарський засіб (ATC код C01EX), що складається з настоянок конвалії, валеріани і беладони з ментолом. Застосовують головним чином при неврозах серця.
Невроз серця – це не соматичне захворювання, як наприклад, ангіна або ішемічна хвороба. Основа кардіоневроза полягає в психогенному порушення регуляторної функції центральної і периферичної нервової системи. Відчуття дуже суб’єктивні і болючі. Запропоновано лікарем-клініцистом В. Ф. Зеленіним.
Відносяться до антихолінергічних засобів, які блокують переважно периферичні холінореактивні системи. Показання: вегетативний невроз, брадикардія, початкові прояви серцевої недостатності.
Препарат може впливати на швидкість реакції, тому при його застосуванні слід утримуватись від керування транспортними засобами та роботи з потенційно 
небезпечними механізмами.